# Rau dớn
Rau dớn hay còn gọi là ráng song quần rau, dớn rừng, rau dớn rừng, thái quyết (danh pháp khoa học: Diplazium esculentum) là một loài thực vật hoang dại thuộc họ Rau dớn (Athyriaceae) có hình dáng gần giống cây dương xỉ. Loại rau này có giá trị sử dụng trong y học và được chế biến thành nhiều món ăn đặc sản.

## Đặc điểm sinh học

### Mô tả
Rau dớn là loài dương xỉ có thân rễ nghiêng, hướng lên cao tới 15 cm, thường bao phủ nhiều vẩy ngắn hình mũi mác hẹp, mỏng, có khía răng cưa ở mép, màu hung, kích thước khoảng 10 × 1 mm. Các lá lược mọc thành cụm, dài 60–100 cm, cuống lá dài 50–60 cm, đường kính ở gốc khoảng 3–5 mm, màu vàng lợt hoặc nâu đen và có thể phủ vẩy thưa thớt ở gốc. Phiến lá kép lông chim 1 lần (lá non) hay 2 lần (lá già), hình tam giác hay mũi mác rộng, dài 60–80 cm hoặc hơn, rộng 30–60 cm, nhọn mũi; lá chét 12-16 cặp, mọc cách, lên dần, các lá chét dưới có cuống, hình mũi mác rộng, 16-20 × 6–9 cm, chia thùy lông chim dài hay dạng lông chim một lần; các lá chét trên không cuống, thuôn hình mũi mác hay thẳng, 6-10 × 1–2 cm, gốc cụt, mép khía răng cưa hay chia thùy lông chim (các thùy có khía răng cưa nhỏ), nhọn mũi; các gân trên mỗi thùy hình lông chim, gân con 8-10 cặp, lên dần, 2 hoặc 3 cặp dưới thường chắp lại. Phiến lá cứng, không lông hoặc có lông, trục chính không lông hoặc có lông; gân sống lá xẻ rãnh nông, không lông hoặc đôi khi có lông ngắn màu nâu nhạt. Ổ túi bào tử chủ yếu là thẳng, hơi cong, từ gần gân giữa tới mép phiến lá; màng bao màu nâu vàng, thẳng, dạng màng, nguyên. Bề mặt bào tử với các chỗ lồi lớn dạng hột hay dạng mấu. 2n = 82.
Về tổng thể, rau dớn có ngoại hình bên ngoài gần giống cây dương xỉ, nhưng kích thước nhỏ hơn cây dương xỉ với cành dài lá nhỏ xòe trên đầu cây ra xung quanh như tán một cái ô rộng lớn, những cành lá già gần gốc có màu đen giống cơm cháy, những cành lá non mọc lên từ giữa gốc tạo thành khoảng từ hai đến ba cái cần với độ dài có thể lên đến nửa mét, đầu cong như móc câu còn những nhánh lá non vươn thẳng lên, thân hình bụ bẫm, phần trên cùng uốn lại như vòi voi.
Ngọn của cây rau dớn khi vào mùa lụt thì có hình dung non tơ mỡ màng, dễ gãy gọn, khi bị gãy thì từ cơ thể ứa dòng nhựa xanh trong. Thân và lá rau dớn có vị hơi nhớt. Lá rau dớn xanh mượt, lá mọc so le, hình ngọn giáo, thông thường thì đoạn vòi cuốn, hình dạng như cái vòi voi, chưa mọc lá thì sử dụng trong ẩm thực ngon, loại rau này mau hư và dập rau chịu đất ẩm, mọc quanh khe đá, bờ rừng.

### Phân bố

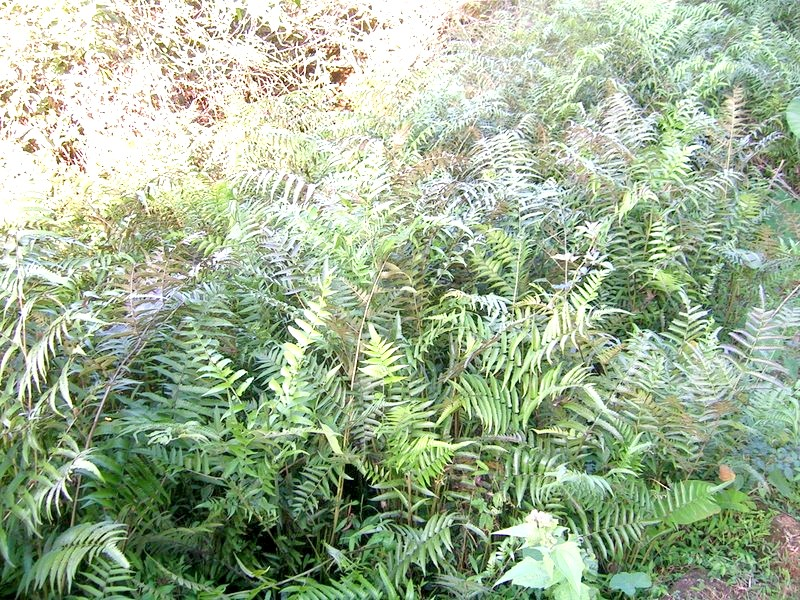
Một bụi dớn rừng

Rau dớn là một loại rau có ở vùng núi rừng hay nơi bờ suối, bờ khe, dưới các tán rừng thấp có độ ẩm ướt cao, nó cũng thường mọc nhiều ở bờ suối, bờ khe, những nơi ẩm ướt và tránh ánh nắng mặt trời, dớn mọc hoang dại dọc khe suối, bên những tảng đá. Cây rau dớn mọc ven khe suối xen lẫn với các loại cây cỏ khác. Ở một số nơi, rau dớn mọc thành vạt, thành đám rộng dưới những tán cây rừng râm mát. Đặc biệt rau dớn chỉ thích hợp với môi trường hoang dã nên ít khi trồng được.
Vùng sinh thái phân bố tự nhiên của rau dớn trải dài theo đai cao từ mực nước biển tới độ cao 2.300 m. Theo địa lý trên thế giới rau dớn phân bố ở Nhật Bản (Kyushu), Đài Loan, Trung Quốc (An Huy, Phúc Kiến, Quảng Đông, Quảng Tây, Quý Châu, Hải Nam, Hồ Nam, Giang Tây, Tứ Xuyên, Tây Tạng, Vân Nam, Chiết Giang), Ấn Độ, Thái Lan, Lào, Việt Nam, Campuchia, Malaysia, Indonesia, Philippines, Singapore, Papua New Guinea.

### Sinh sản
Hằng năm, vào đầu mùa mưa, nguồn phù sa được bồi đắp và rừng luôn ẩm ướt nên rau dớn mọc xanh tươi tốt, chuẩn bị cho một chu kỳ sinh chồi, nảy lộc theo mùa xuân đây là lúc cây đâm nhiều nhánh lá non. Đây cũng là thời điểm thích hợp nhất cho việc thu hái rau dớn. Một số nơi, vào khoảng tháng chín, tháng mười, đi vào rừng, dọc theo các khe suối sẽ thấy rau dớn rừng mọc thành một màu xanh ngắt vì đây là mùa sinh sôi và phát triển của rau. Một số nơi khác thì rau dớn tháng 4, ven các dòng suối, bên bờ khe hay giữa các phiến đá rau dớn có phủ đầy, rau dớn ăn ngon nhất là sau mùa lụt đến cuối mùa xuân. Mùa mưa bắt đầu cũng là mùa cao điểm để người dân miền núi hái rau

## Sử dụng

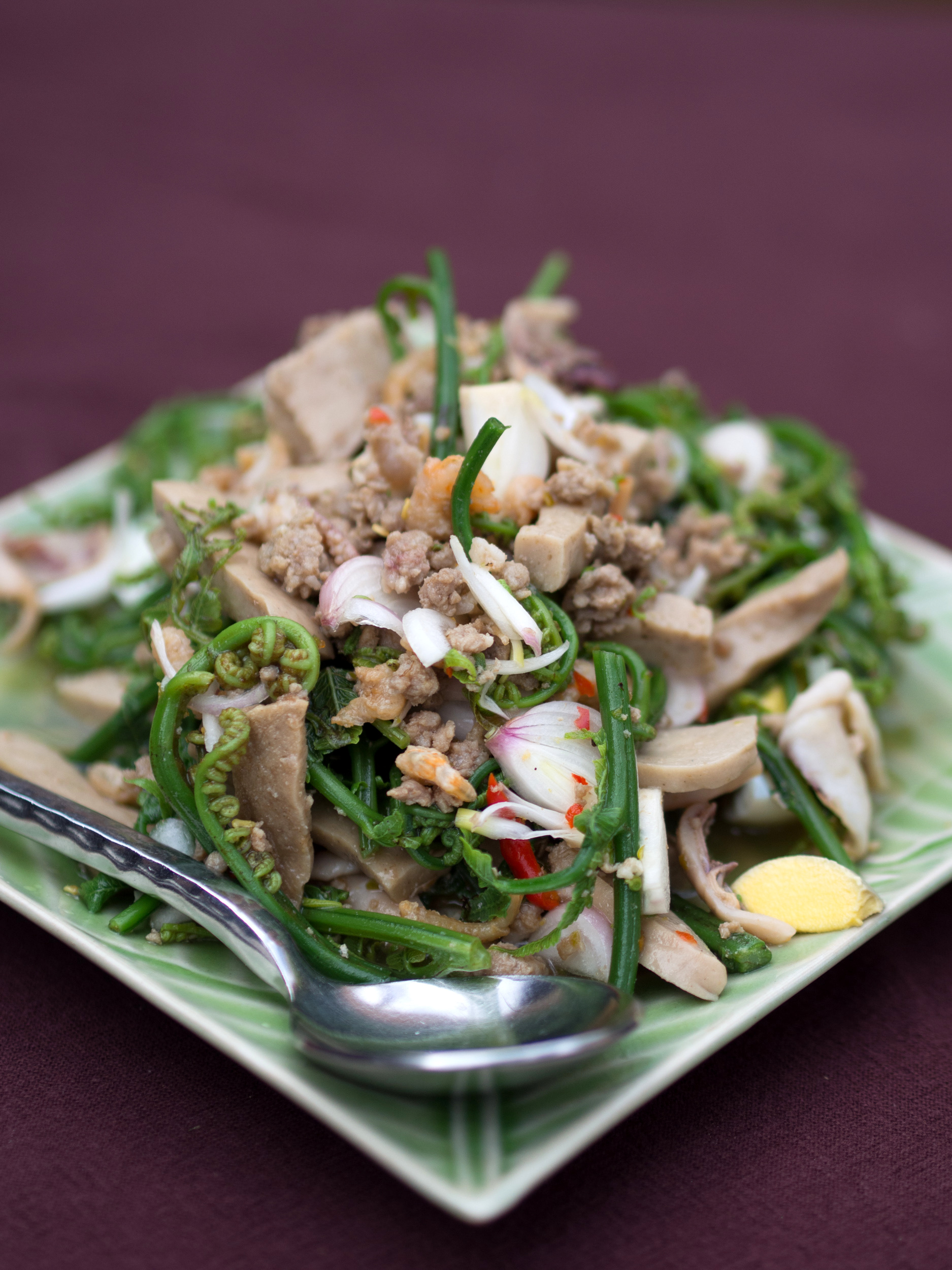
Yam phak khut: Món gỏi Thái gồm rau dớn và thịt lợn.

Được gọi là pucuk paku ở Malaysia, paco ở Philippines, dhekia (ঢেকীয়া) ở Assam "Dhenkir Shaak (ঢেঁকির শাক) trong tiếng Bengal, và linguda ở miền bắc Ấn Độ, đều là chỉ tới các lá lược non còn cuộn lại. Tại Thái Lan nó được gọi là phak khut (tiếng Thái: ผักกูด). Rau dớn có lẽ là loài dương xỉ được tiêu thụ nhiều nhất trong ẩm thực. Các lá lược non được sử dụng làm rau xào hay xa lát. Tại Hawaii các lá lược non còn cuộn lại được dùng làm món xa lát gọi là pohole.
Các lá lược non này có thể chứa lượng nhỏ các độc tố dương xỉ, nhưng cho tới nay người ta vẫn chưa ghi nhận các trường hợp ngộ độc. Loài dương xỉ này cũng được sử dụng trong y học dân gian tại một vài nơi. Cụ thể, thuốc sắc từ lá lược có tính chống sốt rét, được sử dụng trong chữa trị sốt rét, đau tai, đau răng, vàng da và táo bón, được phụ nữ mang thai dùng làm thuốc trong thời gian sinh đẻ để điều trị hậu sản. Lá lược non giã dập được dùng chữa ghẻ, nhọt và nhiễm trùng da của trẻ sơ sinh. Thuốc sắc từ lá lược cũng dùng để xoa vào vết thương và được sử dụng để điều trị bệnh ghẻ cóc và hạ sốt. Thân rễ được dùng làm thuốc tẩy giun, chống côn trùng và sâu bệnh. Thân rễ giã dập cũng được dán để hạ sốt, điều trị hen suyễn, ho, đau bụng, kiết lỵ, tiêu chảy, chảy máu cam.

### Tại Việt Nam

#### Trong ẩm thực
Loại rau rừng này vốn là thức ăn quen thuộc của một số dân tộc ở Việt Nam, chẳng hạn rau dớn là loại rau chính trong mùa xuân của người Cơ Tu. Vào những ngày cuối năm, người Cơ Tu cũng vào rừng hái rau dớn về để dành ăn trong dịp Tết. Đối với nhiều tộc người, rau dớn là vua loại rau, nó giúp cải thiện chất lượng bữa ăn hằng ngày mà còn là món đặc sản để đãi khách trong các lễ hội. Mỗi lần tổ chức lễ hội của gia đình hay cộng đồng, người ta tranh thủ vào rừng hái rau dớn để chế biến thức ăn. Trước đây, rau dớn từng là món ăn chính của bộ đội B3 Trường Sơn.
Hiện nay, rau dớn đã trở thành món đặc sản nơi phố thị, thậm chí có mặt trong những nhà hàng sang trọng, là thứ rau sạch mà nhiều nhà hàng luôn chú ý trong thực đơn. Nhiều người hái rau dớn về bỏ cho các nhà hàng đặc sản ở các khu đô thị. Thị trường đang tiêu thụ mạnh, nguồn cung không kịp cầu.
Từ rau dớn người ta có thể chế biến nhiều món ăn dân dã như rau dớn luộc, rau dớn xào tỏi, canh rau dớn. Rau dớn hái về còn tươi xanh luộc chấm với mắm cái hoặc chế biến trộn tôm thịt bằng cách dùng tôm sông và thịt heo ba chỉ, xắt hạt lựu ướp với hành tím băm nhỏ, nước mắm, bột ngọt, tiêu trộn đều..., hoặc dớn xào rắc hạt mắc khén hay món món rau dớn dòn với cá niên. Tuy nhiên, món phổ biến và được nhiều người yêu thích hơn cả là món rau dớn luộc. Rau dớn là món ăn lành, cùng với các loại rau và củ quả khác có thể giúp người dân tộc miền núi trước đây chống chọi với nạn đói

#### Trong y học
Trong y học, rau dớn là một loại thảo mộc dùng để chữa các bệnh phổ biến như cảm, ho, viêm họng... Theo đông y, rau dớn còn là loại rau có tính mát, lợi tiểu, chống táo bón, rau có thể phơi khô để dành nấu nước uống giải nhiệt. Ăn rau dớn sẽ làm máu lưu thông, giải độc và giải nhiệt trong mùa nắng nóng, chất nhầy trong lá có tác dụng nhuận trường và làm dịu đau lưng. Rau dớn có tính mát, lợi tiểu, chống táo bón, làm ngưng các cơn đau âm ỉ do viêm đại tràng, và giúp dễ ngủ, ngủ sâu, giúp cơ thể khỏe mạnh.